# Kanton Campan
Der Kanton Campan war bis 2015 ein französischer Wahlkreis im Arrondissement Bagnères-de-Bigorre, im Département Hautes-Pyrénées und in der Region Midi-Pyrénées; sein Hauptort war Campan. Sein Vertreter im Generalrat des Départements war von 2001 bis 2015, zuletzt wiedergewählt 2008, Jacques Brune.

## Gemeinden
Der Kanton umfasste vier Gemeinden:
| Gemeinde | Einwohner Jahr | Fläche km² | Bevölkerungsdichte | Postleitzahl | Code INSEE |
| -------- | -------------- | ---------- | ------------------ | ------------ | ---------- |
| Asté     | 541 (2013)     | –          | – Einw./km²        | 65200        | 65042      |
| Beaudéan | 386 (2013)     | –          | – Einw./km²        | 65710        | 65078      |
| Campan   | 1345 (2013)    | –          | – Einw./km²        | 65710        | 65123      |
| Gerde    | 1194 (2013)    | –          | – Einw./km²        | 65200        | 65198      |

## Bevölkerungsentwicklung
| 1962 | 1968 | 1975 | 1982 | 1990 | 1999 | 2006 |
| ---- | ---- | ---- | ---- | ---- | ---- | ---- |
| 3572 | 3582 | 3412 | 3461 | 3447 | 3461 | 3521 |